# 马尔康乌头
马尔康乌头（学名：Aconitum liljestrandii var. falcatum）为毛茛科乌头属下的一个变种。

## 扩展阅读
- 維基物種上的相關：马尔康乌头